# Phyllanthus deplanchei
Phyllanthus deplanchei är en emblikaväxtart som beskrevs av Johannes Müller Argoviensis. Phyllanthus deplanchei ingår i släktet Phyllanthus och familjen emblikaväxter. IUCN kategoriserar arten globalt som sårbar. Inga underarter finns listade i Catalogue of Life.